# Vucumprà

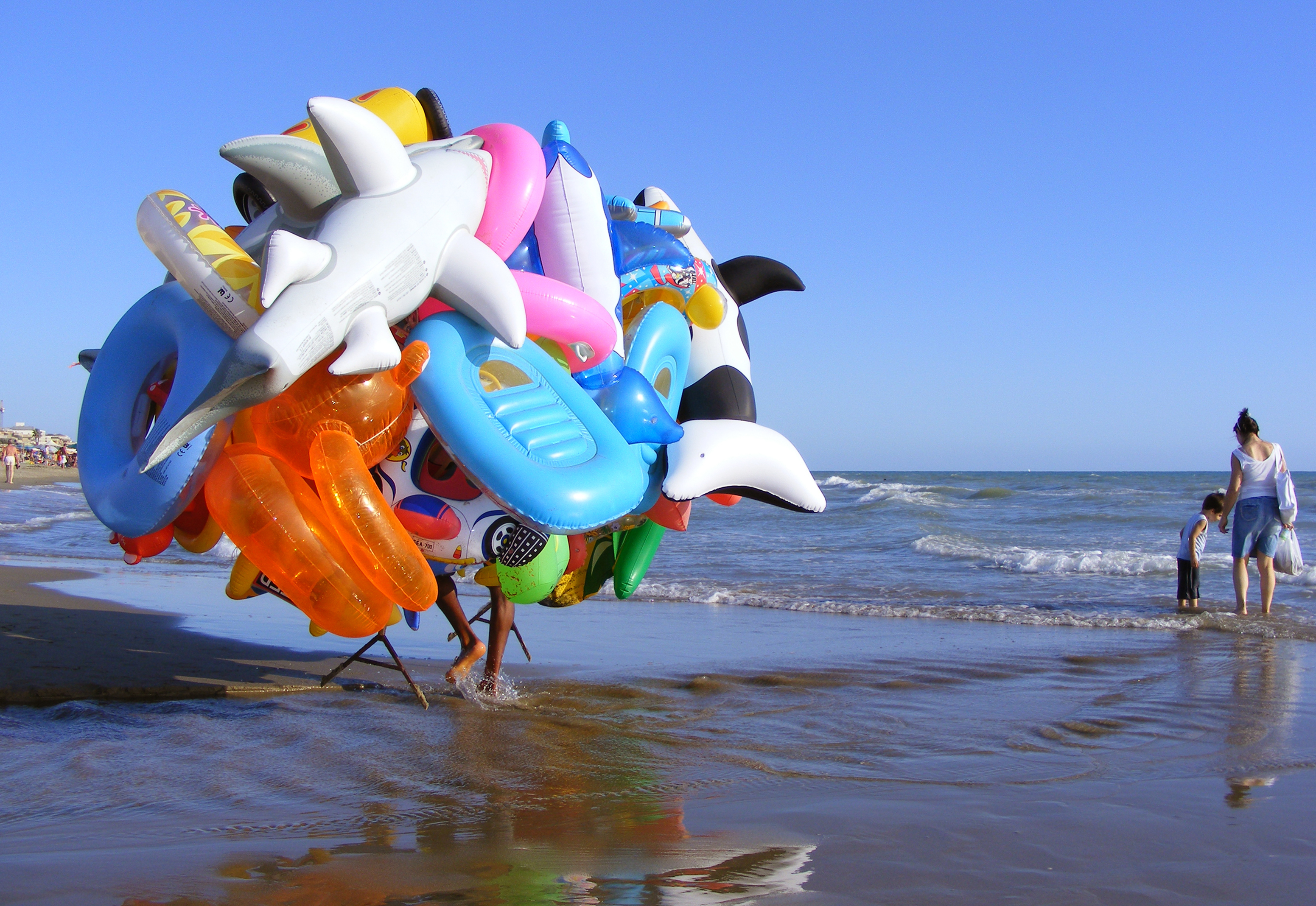
Un venditore ambulante su una spiaggia

Vucumprà o vu' cumprà è un neologismo diffusosi in Italia a partire dalla seconda metà degli anni 1980 per indicare i venditori ambulanti di origine extracomunitaria, solitamente africana o comunque straniera.

## Origine del termine
La parola, probabilmente nata nella zona di Napoli, riprende il suono storpiato della pronuncia dialettale della frase "Vuoi comprare?" (la supposta attestazione dell'espressione in una poesia napoletana del 1925, tuttavia, non può essere accettata; il verbo cumprà per 'comprare', tra l'altro, è attestato anche in altri dialetti italiani). Sia il Grande dizionario italiano dell’uso (Gradit) di De Mauro sia il Dizionario della lingua italiana di Sabatini e Coletti (Disc) riportano come data di prima attestazione di vu cumprà il 1986, in riferimento a un articolo di Raffaella Candoli apparso sul quotidiano «Il Resto del Carlino» il 2 agosto di quell'anno, citato dal Grande dizionario della lingua italiana (GDLI), alla voce vucumprà.
Un recente saggio del magazine Lingua italiana del portale Treccani, tuttavia, retrodata al giorno precedente la comparsa della voce: il giornalista ravennate Uber Dondini, infatti, in un articolo per «La Stampa» del 1° agosto parla delle proteste dei commercianti romagnoli contro gli ambulanti irregolari, «che qui vengono semplicemente chiamati Vù cumprà, come la prima frase che viene loro insegnata dai “grossisti” pugliesi o napoletani che li ingaggiano». 
La parola venne adottata inizialmente in ambito giornalistico, entrando prestissimo anche nel lessico comune.

## Utilizzo e controversie
Fin da subito la parola acquisì delle connotazioni derisorie, stereotipate, dispregiative e razziste. Questo utilizzo era infatti influenzato da diversi fattori: la presenza di pregiudizi e tensioni sociali (il fenomeno migratorio era relativamente nuovo per l'Italia di quegli anni), le proteste dei commercianti che lamentavano l'uso di pratiche quali l'abusivismo e la concorrenza sleale, altri aspetti intrinsechi della pratica del commercio ambulante così come svolto dai lavoratori stranieri (vendita di merce di scarso valore, imitazioni illegali di oggetti di marca, copie illegali di opere protette da diritti d'autore, ecc.).
Un ulteriore aspetto della parola vucumprà è che è stata spesso utilizzata anche con significato esteso, per indicare genericamente i cittadini extracomunitari immigrati a prescindere dall'attività svolta.
Nel 2025 la rivista Lingua italiana di Treccani, ricostruendo la storia lessicale della parola, ha evidenziato come ormai sia caduta quasi in disuso.